# وليمة بلشاصر (لوحة)
وليمة بيلشاصر (بالإنجليزية: Belshazzar's Feast)‏ هي لوحة زيتية بريشة الرسام البريطاني جون مارتن. تم عرضها لأول مرة في المعهد البريطاني في فبراير 1821 وفاز مارتن بجائزة قدرها 200 جنيه إسترليني لأفضل لوحة. كانت اللوحة شائعة جدًا لدرجة أنها احتاجت إلى الحماية من الحشود بواسطة الدرابزين، وأثبتت موهبة وشهرة مارتن كرسام. نشر مارتن نقش تظليلي للوحة في 1826 و1832. اللوحة الأصلية محفوظة الآن في مجموعة خاصة. قام مركز ييل للفن البريطاني في نيو هافن، كونيتيكت، ومتحف وادسورث أثينيوم في هارتفورد، كونيتيكت، بامتلاك «رسامتين» أصغر حجما للوحة.

## الموضوع
هذه اللوحة هي القطعة الثانية في ثلاثية لوحات مارتن حول موضوعات بلاد ما بين النهرين، بدءاً من لوحة «سقوط بابل» عام 1819 ، وانتهاءً بلوحة «سقوط نينوى» عام 1828. الحدث المصورة في اللوحة موصوف في سفر دانيال. تقول الأسطورة بإن الملك البابلي بيلشاصر قد دنس الأواني المقدسة للإسرائيليين المستعبدين باستخدامها لتقديم النبيذ في مأدبة. قوطعت الوليمة بعد ذلك بظهور يد إلهية، وكتبت نقشًا متوهجًا على الحائط، والتي فسره النبي دانيال على أنها نذير لعذاب بيلشاصر. قُتل بيلشاصر في تلك الليلة، واحتل الملك الفارسي داريوس مملكته.

## الوصف
يُظهر العمل منظرًا بانوراميًا لغرفة مآدب كهفية بها أعمدة على كلا الجانبين، مزينة بعلامات زودياك. تمتلئ القاعة بحشود من البابليين وهي مفتوحة على السماء، مع حدائق بابل المعلقة في الأعلى، وبرج بابل والزقورة المرئي في الخلفية، مضاء بالقمر الذي كشفه كسر في السحب الدوامة المظلمة. العمارة مستوحاة من الأنماط المصرية والبابلية. يقف دانيال، مرتديًا الأسود، في منتصف المقدمة، وهو يفسر الكتابة الخارقة للطبيعة على جدار القاعة. بلشاصر يتراجع في ذهول ورهبة على يمينه، وآخرون ينظرون بصدمة ورعب.

## تاريخ
نشر مارتن كتيبًا مرفقًا به مفتاح لمساعدة المشاهدين على تفسير اللوحة وتحديد الأشكال والتراكيب. على الرغم من شعبيتها لدى الجمهور، إلا أن لوحة مارتن لم تكن ناجحة بشكل كبير. كان هناك تقدير للهندسة المعمارية الرائعة والمحتوى العاطفي، وحجم العمل وألوانه الجريئة، ولكن كان هناك نقد لتقنيته في الرسم وخاصة تنفيذ الأشكال. وصفها تشارلز لامب بأنها مبتذلة ومنمقة. باع مارتن اللوحة لسيده السابق، رسام الزجاج ويليام كولينز، مقابل 1000 جنيه قبل المعرض في عام 1821 ، وجعل كولينز مارتن يوافق على عدم إعادة إنتاج اللوحة حتى باعها كولينز. عرض دوق باكنغهام على مارتن 800 جنيه؛ بخيبة أمل، كلف مارتن برسم لوحة تدمير بومبي وهيركولانيوم بدلاً من ذلك. أرسل كولينز اللوحة في جولة واسعة في بريطانيا، وحققت نجاحًا كبيرًا. بحلول عام 1826 ، وصل الكتيب المصاحب إلى طبعته الخامسة والأربعين. كان مارتن يستعد لنشر نسخة منقوشة في عام 1826 ، عندما رفع كولينز دعوى قضائية بموجب الاتفاقية بعدم إعادة إنتاج اللوحة. ادعى مارتن بنجاح أنه كان يعيد إنتاج رسوماته الأولية، وليس العمل النهائي، وتم نشر نسخ من نقشه في عام 1826.
تم شراء اللوحة من قبل تاجر ليفربول جون نايلور في عام 1848. وتضررت اللوحة في عام 1854 أثناء رحلتها إلى معرض نايلور في قاعة لايتون بالقرب من ويلشبول، عندما اصطدم قطار بعربة تنقلها، لكن اللوحة تم إصلاحها بسرعة. تم رفضه من قبل المعرض الوطني لكونه كبير جدًا - 160 × 249 سم - وهي الآن جزء من مجموعة خاصة.  تم عرضها في عام 2011 في متحف تيت بريطانيا.

## الرسام

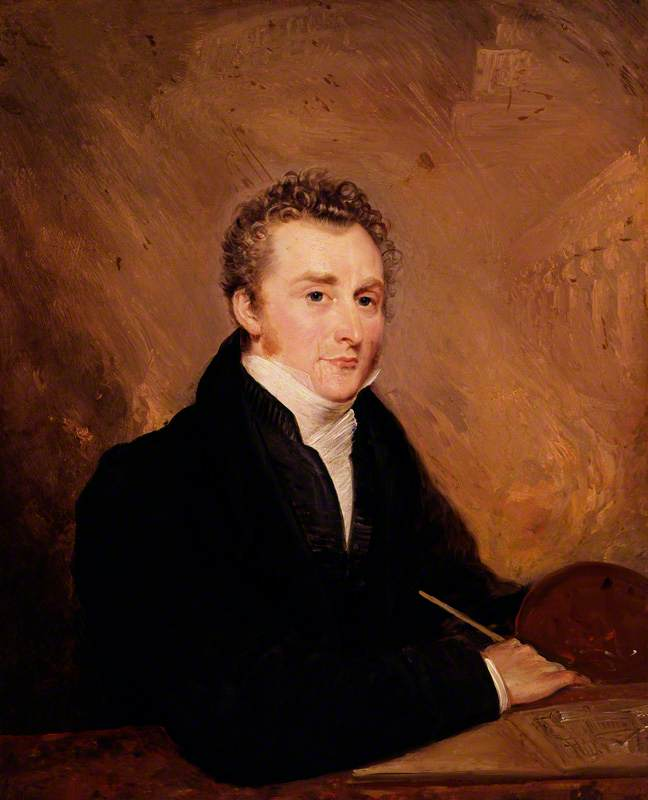
جون مارتن

جون مارتن (19 يوليو 1789 - 17 فبراير 1854)  رسامًا ونقاشًا رومانسيًا إنجليزيًا. معروف بلوحاته الضخمة والميلودرامية ذات الموضوعات الدينية والتراكيب الرائعة، المليئة بالشخصيات الدقيقة الموضوعة في مناظر طبيعية ساحرة. لاقت لوحات مارتن نجاحًا كبيرًا مع عامة الناس - في عام 1821 أشار إليه توماس لورانس على أنه «الرسام الأكثر شعبية في عصره» 